# Winford
Winford – wieś w Anglii, w hrabstwie ceremonialnym Somerset, w dystrykcie (unitary authority) North Somerset. Leży 10 km na południowy zachód od miasta Bristol i 177 km na zachód od Londynu. W 2001 miejscowość liczyła 1995 mieszkańców.